# وکسنکورت
وکسنکورت (به فرانسوی: Vaxoncourt) یک کمون در فرانسه است که در Canton of Châtel-sur-Moselle واقع شده‌است.

## خصوصیات
وکسنکورت ۸٫۴۳ کیلومترمربع مساحت و ۴۶۱ نفر جمعیت دارد و ۳۰۰ متر بالاتر از سطح دریا واقع شده‌است.